# Fontaine-l'Étalon
Fontaine-l'Étalon är en kommun i departementet Pas-de-Calais i regionen Hauts-de-France i norra Frankrike. Kommunen ligger i kantonen Auxi-le-Château som tillhör arrondissementet Arras. År 2022 hade Fontaine-l'Étalon 94 invånare.

## Befolkningsutveckling
Antalet invånare i kommunen Fontaine-l'Étalon
| Referens: INSEE |